# Гиацинтовый ара
Гиацинтовый ара (лат. Anodorhynchus hyacinthinus) — птица семейства попугаевых.

## Внешний вид
Один из самых крупных видов попугаев. Некоторые особи достигают в длину 95—100 см, причём около половины приходится на хвост, длина крыла 36,5 см; вес 1 200—1 700 г. Окраска оперения кобальтово-синяя. С боков голова закрыта оперением, только тонкая полоска у основания подклювья и узкое кольцо вокруг глаз неоперённые, золотисто-жёлтого цвета. Хвост серо-синий, длинный и узкий. Клюв большой, мощный, чёрно-серого цвета. У самца более крупный, чем у самки. Лапы тёмно-серые. Радужка тёмно-коричневая. Голос очень громкий, резкий, гортанный, в том числе хриплый визг. Слышен на довольно больших расстояниях (1—1,5 км).

## Распространение
Обитает на северо-востоке, западе и в центре Бразилии, в Боливии и Парагвае.

## Образ жизни
Населяют окраины леса, лесопосадки, болотистые местности, пальмовые рощи. Встречаются вдоль рек, реже в сельвах до высоты 800 м над уровнем моря. Вне сезона размножения держатся небольшими семейными стаями (до 6—12 особей). Активны в светлое время суток. Каждый день летают на кормовые территории, находящиеся в нескольких десятках километров от места ночлега. Утренняя кормёжка начинается около 9 часов утра. Рано утром собираются в стаи на мёртвых деревьях и прихорашиваются. В жаркие часы отдыхают в кроне деревьев. Питаются пальмовыми орехами (Scheelea phalerata и Acrocomia aculeata), ловко разгрызая их сильным клювом, спелыми и незрелыми плодами (фиги) и фруктами, ягодами, водными улитками. Кормятся как в кронах деревьев, так и на земле. Периодически заглатывают гравий.

## Размножение

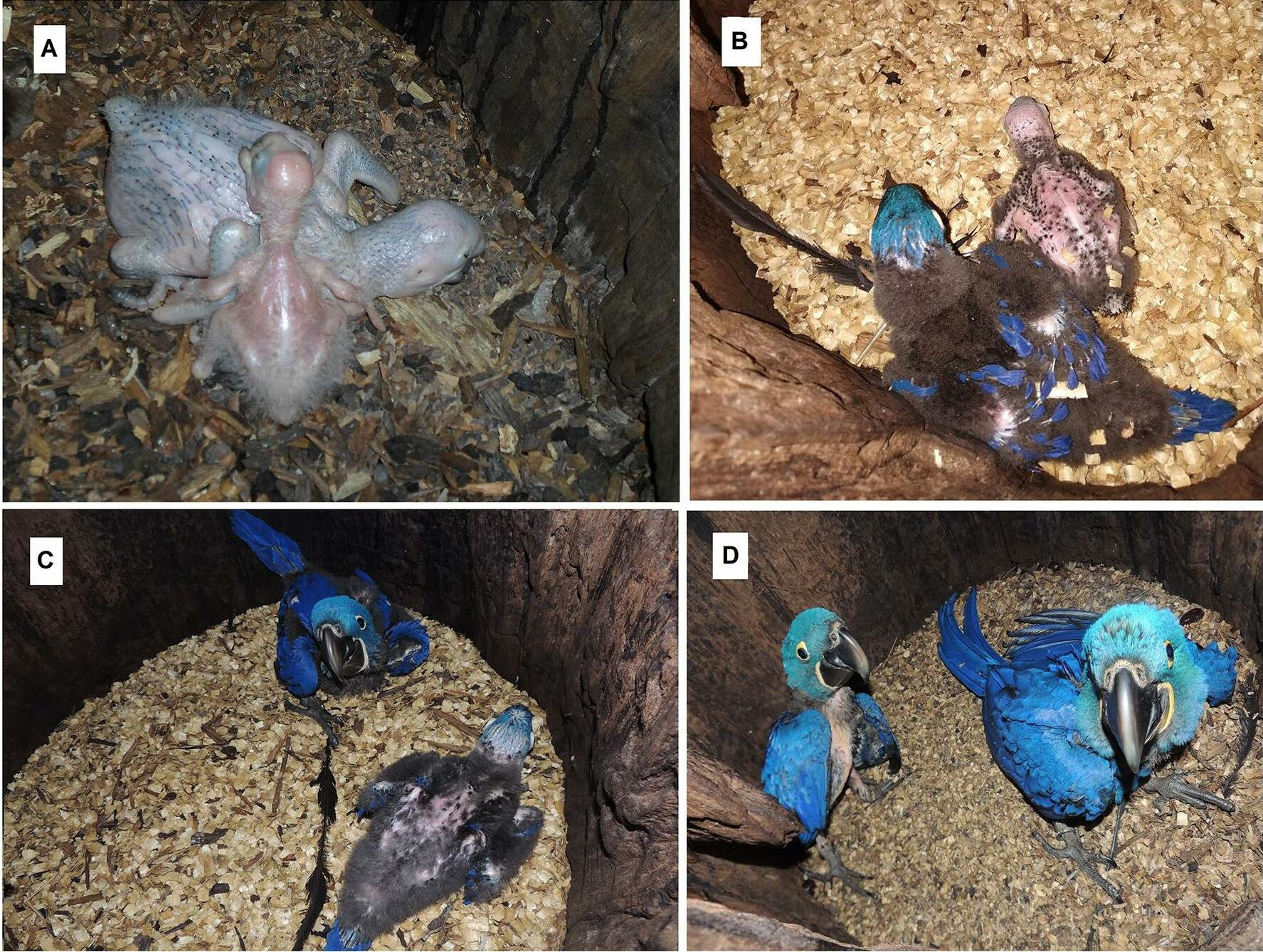
Развитие птенцов

Пара образуется на всю жизнь. Сезон размножения с июля по декабрь. Гнездятся в дуплах высоких (живых и мёртвых) деревьев, на высоте 12—40 м. Из всех деревьев предпочитает стеркулию (Sterculia apetala), из-за её мягкой древесины. Расширяют и углубляют естественные отверстия или дупла, созданные дятлами. Внутренний диаметр гнезда — около 50 см, глубина до 30 см, леток 5—40×7—25 см. Дно выстилается древесными опилками. При нехватке подходящих деревьев роют норы (с помощью клюва и лап) на обрывистых берегах рек, устраивают гнездовье в каменных расселинах. Через месяц после спаривания самка откладывает первое яйцо. Интервал между яйцами 2—3 дня. В кладке 2 яйца (размер 53х40 мм). Яйца высиживает только самка. Насиживание начинается с первого яйца и продолжается в среднем 27—30 дней. Самец кормит самку и охраняет гнездо. В год бывает 1—2 кладки.
Новорождённые птенцы голые и слепые. Птенцы конкурируют между собой за еду. В большинстве случаев выживает только один, особенно если второй родился через четыре дня после первого. Оперяются птенцы в возрасте 65—70 дней. Покидают гнездо в три месяца, но ещё три месяца их кормят родители. Молодые птицы держатся около родителей до 18 месяцев.

## Угрозы и охрана
Являются уязвимым видом. К концу XX века в дикой природе насчитывалось до 3000 особей. Вид исчез с многих занимаемых им территорий. Причина снижения популяции — охота, отлов (в 1980-х годах было отловлено около 10 000 особей, что способствовало полному исчезновению с территории Парагвая), утрата естественной среды обитания (занимают под выпас домашнего скота, под насаждение сельхозкультур, под ГЭС на реках Токантинс и Шингу и из-за постоянных пожаров).
Благодаря программам защиты этой птицы и образовательной работе с землевладельцами, на территории которых живут или гнездятся птицы, к концу XX века количество особей увеличилось в два раза. К 2002 году (по данным McGrath) в дикой природе насчитывалось около 6500 особей. Занесён в Красную книгу МСОП.

## Содержание
Несмотря на его силу (у некоторых особей довольно агрессивный характер), легко приручается и очень хорошо уживается с человеком. Его часто можно увидеть у любителей природы, в зоопарках. Максимальная задокументированная продолжительность жизни 39 лет, хотя существуют данные о 54,3-летней птице, но они документально не подтверждены

## Галерея

Гиацинтовый ара
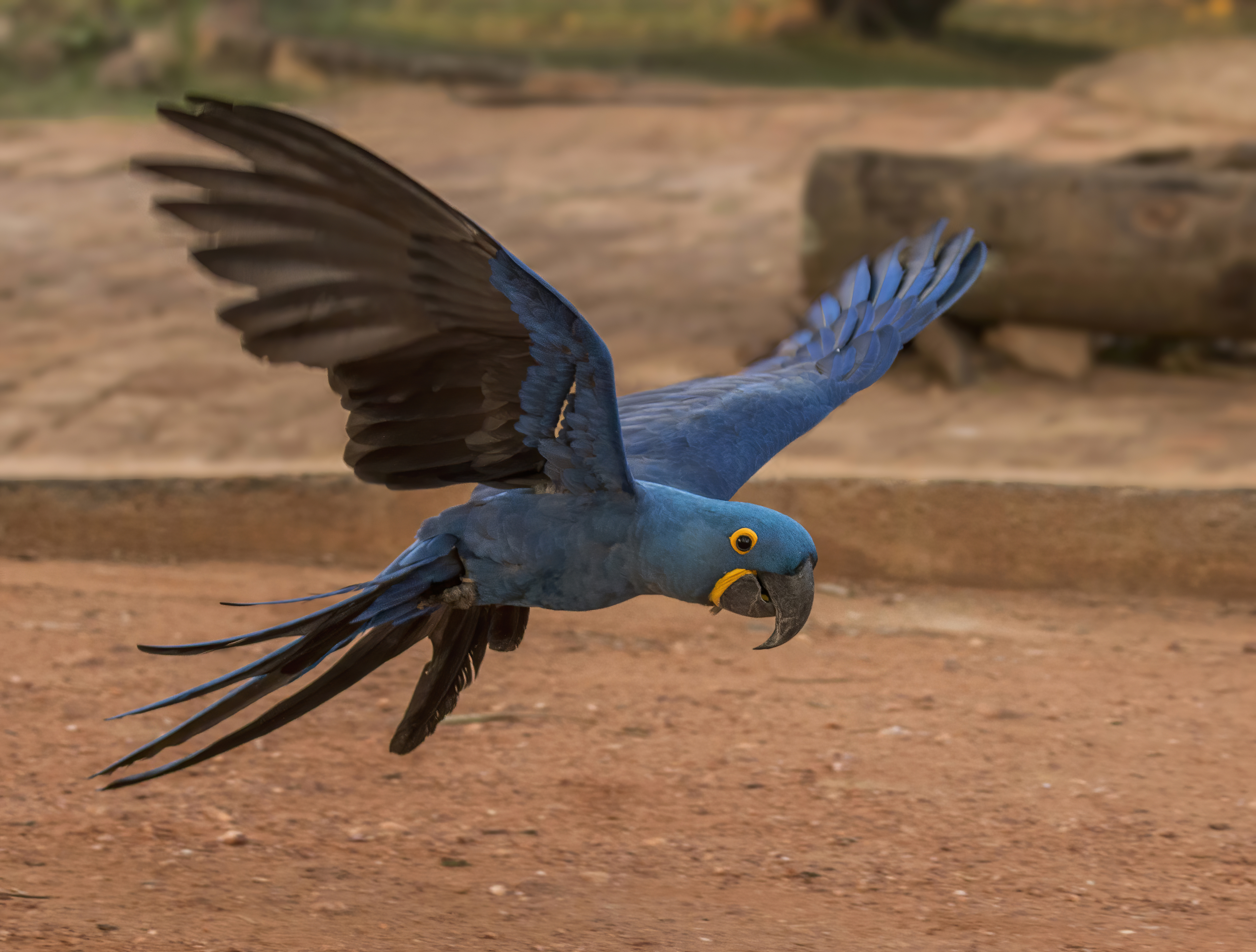
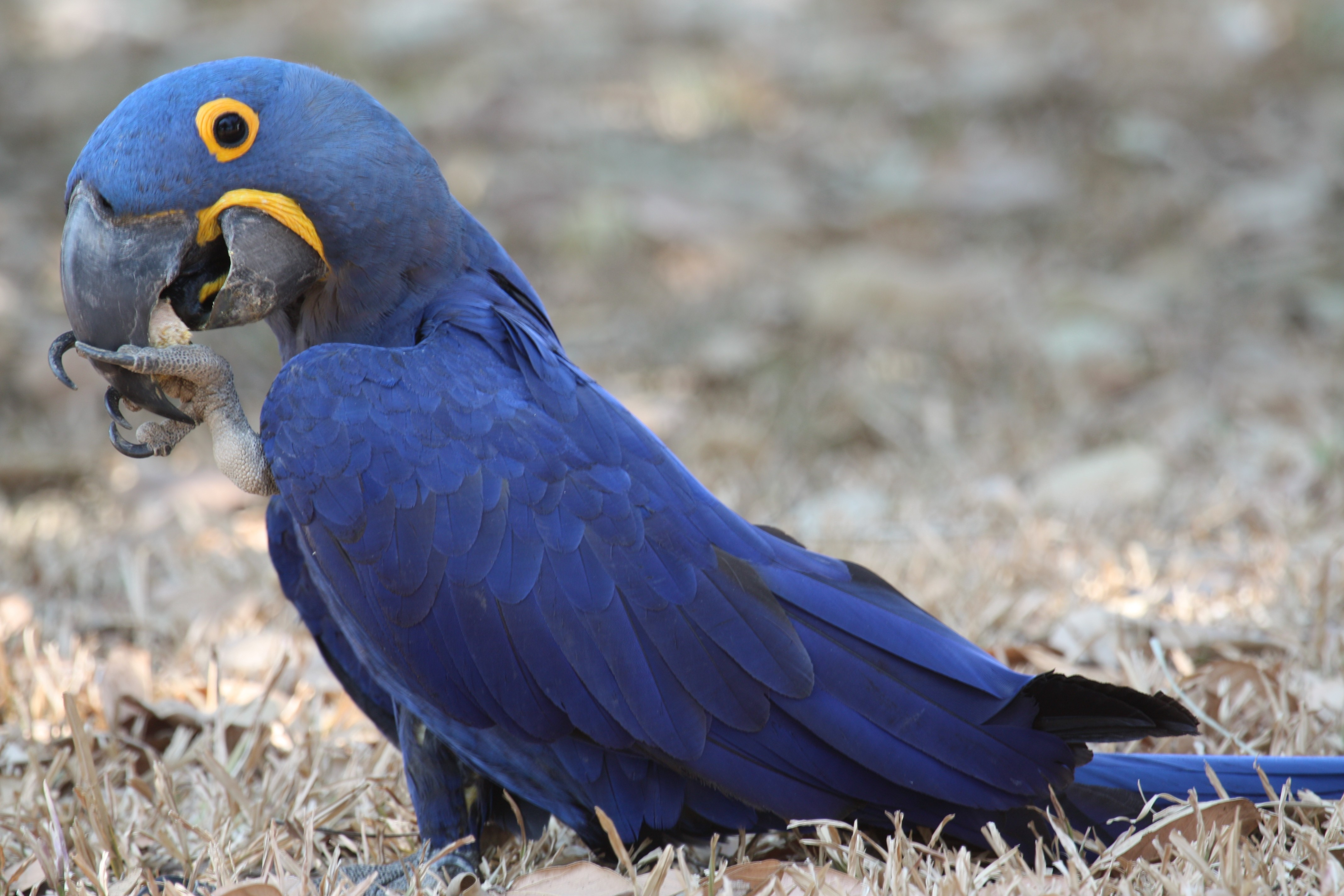
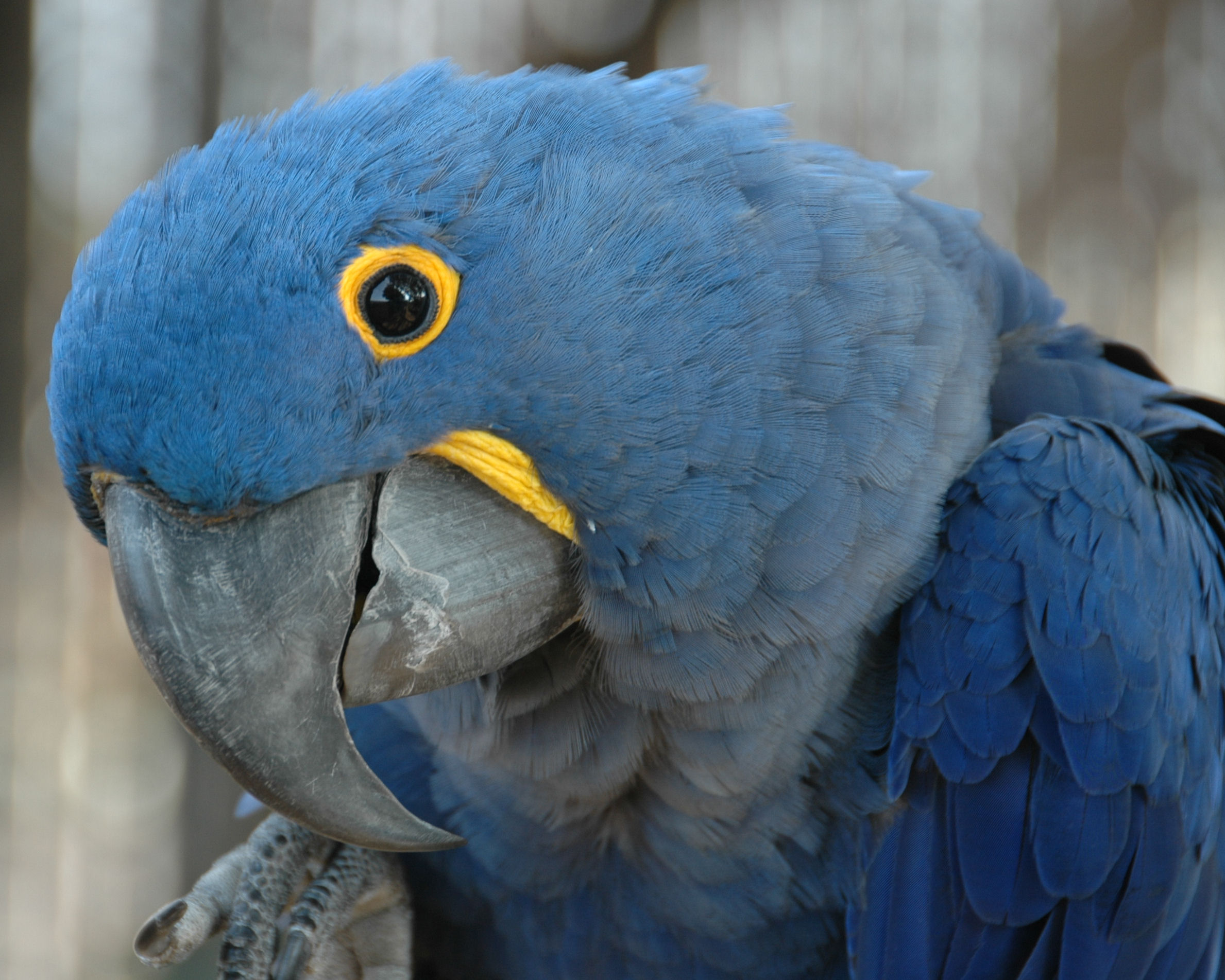
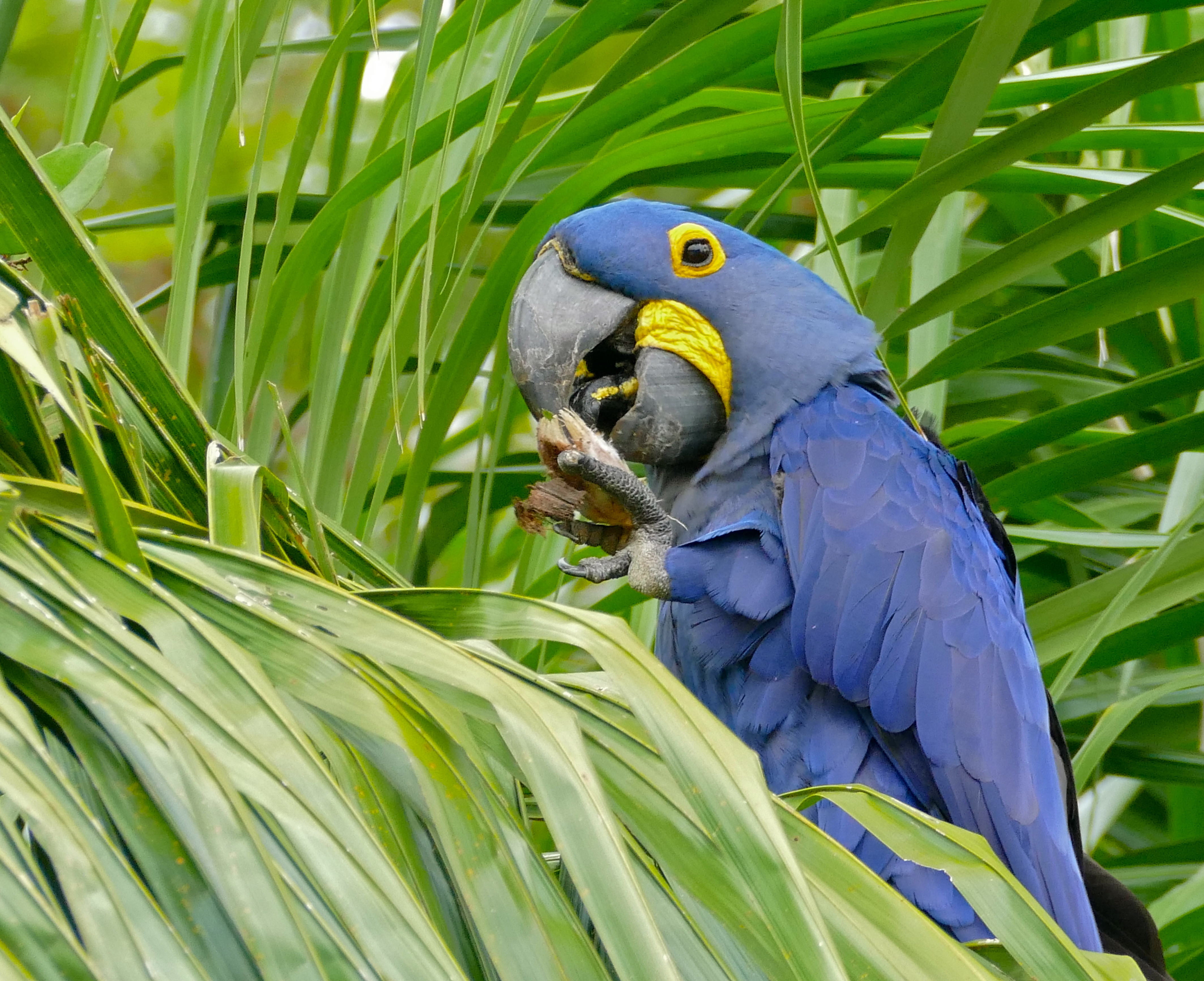
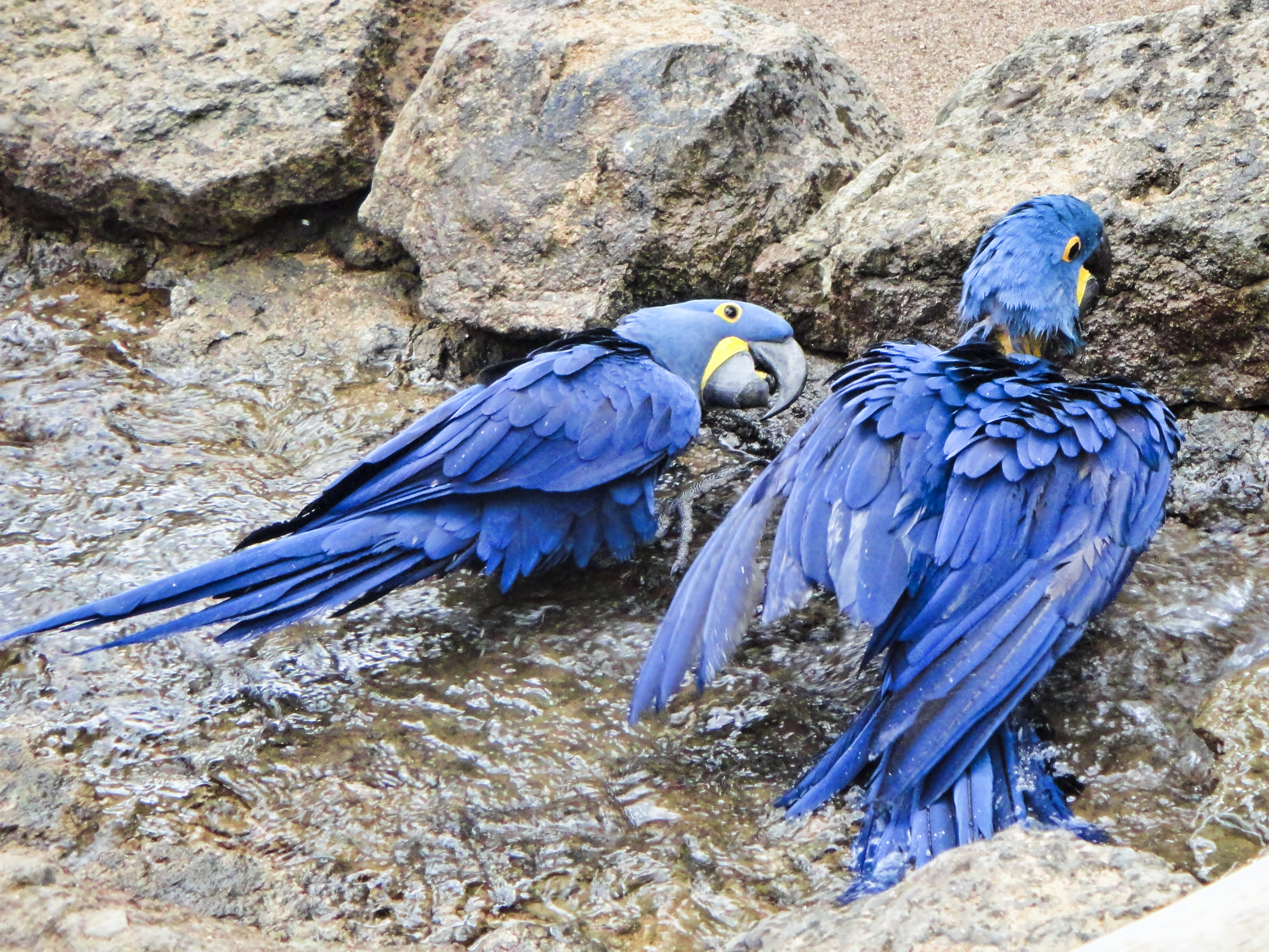
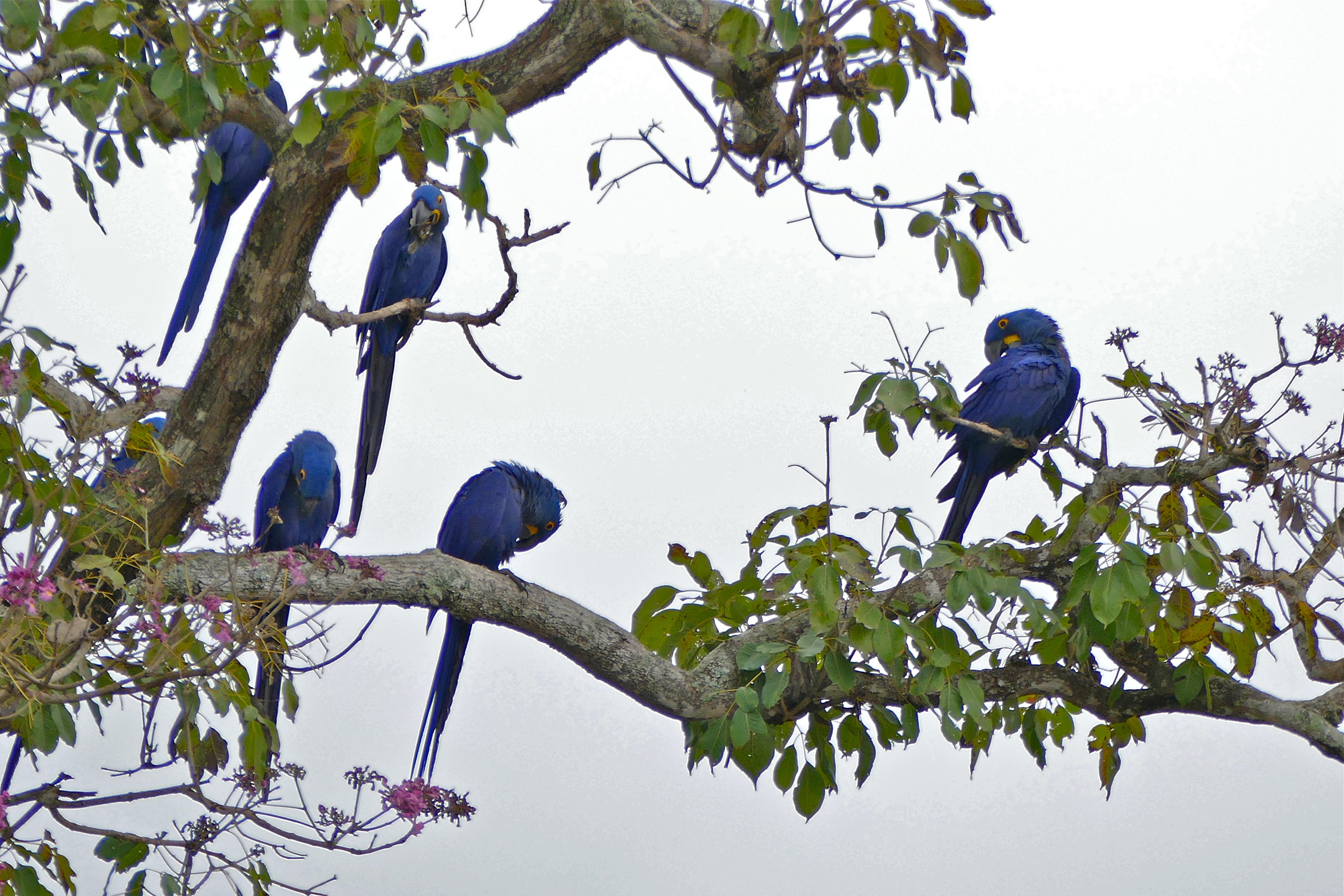